# Pure Grinding
Pure Grinding — песня шведского диджея Авичи, релиз которой состоялся 28 августа 2015 года. Она вошла в его альбом Stories и в двухтрековый мини-альбом Pure Grinding / For a Better Day. Её написали Тим Берглинг (Авичи), Кристоффер Фогельмарк, Альбин Недлер и Эрл Джонсон. Ранее песня была опубликована в интернете под названием «Nothing to Lose». Она также входит в официальный саундтрек перезапуска Need for Speed 2015 года.

## Мнение критиков
«Pure Grinding» получила смешанные, но положительные отзывы критиков. Уилл Гермес из Rolling Stone описал песню как «бесплатный трэп с добавлением полиэстерового фанка», а Маркус Доулинг из Insomniac отметил, что «более мощный продюсер, любящий синтезаторные и тяжёлые дропы», пошёл бы песне на пользу.

## Музыкальное видео
Музыкальное видео, снятое Авичи и Леваном Цикуришвили, было выпущено 3 сентября 2015 года. Видео несет мощный посыл о борьбе за финансовое выживание и непредсказуемости судьбы. В нем сравниваются жизни двух мужчин. Один мужчина усердно трудится на известняковом карьере, чтобы оплатить свои просроченные счета. Вернувшись домой, он встречает жену, которая постоянно с ним спорит из-за просроченных счетов и в конечном итоге уходит от него. Полный решимости, он продолжает неустанно работать и в конце концов ему удается оплатить свои долги.
С другой стороны, другой мужчина живет в роскоши, подпитываемой его преступной и бандитской деятельностью. Они убивают владельца заправки, а затем грабят банк. Когда завывают сирены, его дружки запирают его в банковском сейфе с кучей бриллиантов и денег, которые он использовал для своего образа жизни.

## Чарты
| Чарт (2015)                                | Высшая позиция |
| ------------------------------------------ | -------------- |
| Австрия (Ö3 Austria Top 40)                | 71             |
| Германия (GfK)                             | 94             |
| Швеция (Sverigetopplistan)                 | 19             |
| США (Billboard Hot Dance/Electronic Songs) | 30             |

## Сертификация
| Регион | Сертификация | Продажи   |
| --- | ------------ | --------- |
| Дания (IFPI Danmark) | Золотой      | 45 000    |
| Швеция (GLF) | Платиновый   | 8 000 000 |
| Данные о продажах + прослушиваниях приведены только на основе сертификации. · Данные только о прослушиваниях приведены на основе сертификации. |              |           |